# Zomby Woof
Zomby Woof war eine Band aus dem schwäbischen Reutlingen.

## Geschichte
Sie brachte 1977 ihre erste Langspielplatte „Riding on a Tear“ heraus, die zu einiger Bekanntheit beitrug.
Die Besetzung bestand aus Ulrich Herter (Gesang, Gitarre, Synthesizer), Heinrich Winter (Gesang, Gitarre), Matthias Zumbroich (Keyboard, Mellotron, Saxophon), Udo Kreuß (Bass) und Berthold Maier (Schlagzeug). Die Band benannte sich nach einem Lied von Frank Zappas Band The Mothers of Invention. Sie spielten gekonnten und etwas bombastischen Symphonic-Rock, wie man ihn in den 1970er Jahren recht oft hören konnte. Hierfür setzten sie auch ein Mellotron ein, das sie sich für die Studioaufnahmen leihen konnten. Musikalisch erinnern sie an die frühen Genesis oder die Band Yes, wobei sie sich durch einen eigenen musikalisch komplexen Stil deutlich von der Masse anderer Bands der 70er-Jahre abhoben.
1979 wurde eine zweite Langspielplatte namens No hero eingespielt, die jedoch erst 2009 veröffentlicht wurde.

## Mitglieder
- Ulrich Herter (Gesang, Gitarre, Synthesizer)
- Heinrich Winter (Gesang, Gitarre)
- Matthias Zumbroich (Keyboard, Mellotron, Saxophon)
- Udo Kreuß (Bass)
- Berthold Maier (Schlagzeug)

## Diskografie
- Riding On A Tear (1977, Jupiter 25231 OT)
- No hero feat. David Hanselmann (2009, Casino Records 10011158)